# Utter
För andra betydelser, se Utter (olika betydelser).
Utter eller eurasisk utter (Lutra lutra), ett eurasiskt rovdjur tillhörande familjen mårddjur. Namnet kan även avse andra arter i underfamiljen Lutrinae, som finns spridd över stora delar av världen. Uttern är Smålands landskapsdjur i Sverige och Andalusiens provinsdjur i Spanien. 

## Utseende och läte

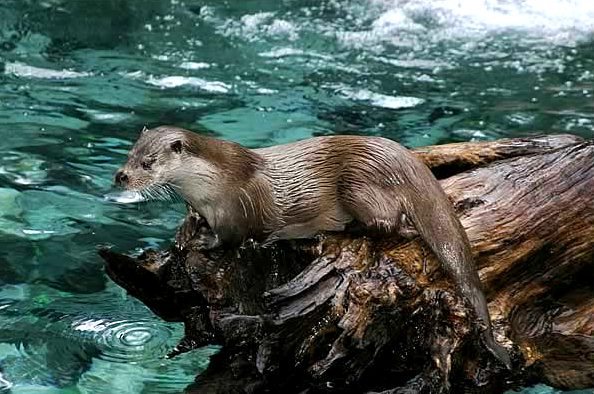

Uttern är ett smidigt, långsmalt djur med korta ben, brett huvud och lång, muskulös svans. Den har en längd på 50–100 centimeter, svanslängd på 28–55 centimeter och vikt på 3–11 kilogram. Hannar blir tyngre än honor. Den är starkt anpassad för ett liv i vatten, med simhudsförsedda tassar och näsborrar och öronöppningar som kan tillslutas vid dykning. Pälsen är ljusbrun med en nästan vit haklapp. Denna kan dock vara svår att se när pälsen är våt.

### Läte
Uttern är vanligen tystlåten och yttrar sig bara vid parningen och när den har ungar. Artens läten är visslingar, morranden och snörvlingar.

## Utbredning
Uttern finns i Europa, Asien och västra Nordafrika. Arten förekommer i Alperna upp till 1 000 meter över havet och i Himalaya vanligen upp till 3 500 meter, i Tibet ända upp till 4 100 meter.

### Förekomst i Sverige och Finland
Antalet uttrar i Sverige var på 1980-talet cirka 500. Två årtionden senare hade dock antalet ökat till drygt 2 000, bland annat efter att mängden miljögifter minskat i den svenska naturen.
De flesta djuren i Sverige finns kring norrlandsälvarna, och färre i de södra delarna av landet. Data från vintern 1975 till 1976 visade på en alarmerande nedgång, men sedan 1990-talet har stammen återhämtat sig och gör så fortfarande 2020. Miljögifter som perfluoroktansulfonsyra (PFOS) och polybromerade difenyletrar (PBDE) har emellertid konstaterats i populationen, och det är ännu osäkert vilken effekt detta kan ha.
I Finland har uttern observerats i hela landet, där den främst förekommer kring större vattendrag som älvar, i mindre grad vid mindre vattendrag, sjöar och havskust. En markant ökning har skett sedan 2009–2011.

## Ekologi

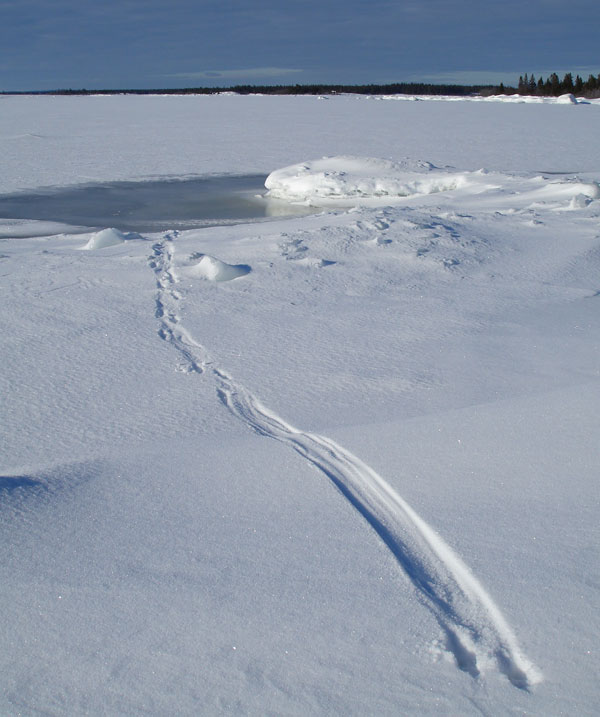
Spår av utter på ön Tarv i Västerbottens kustland.

Uttern är huvudsakligen nattaktiv, men kan även vara i rörelse under dagen i ostörda områden. Den är en skicklig simmare och kan dyka upptill 5 minuter. Vanligtvis är den dock inte under vatten mer än 30 sekunder. På land rör sig uttern skuttande.
Uttern är revirhävdande. Hanens revir kan omfatta upp till 20 kilometer längs en flod eller strand. Honornas revir är mindre, och ligger vanligtvis inom en hanes revir. Reviret markeras genom att uttern på upphöjda föremål i terrängen avsätter spillning, bemängd med sekret från analkörtlarna. Detta har en karakteristisk, tranliknande, lukt. På vintern slår uttern gärna kana i snön. Detta har tidigare tolkats som lek, men man misstänker att även detta kan vara en form av doftmarkering. På sommaren doftmarkerar den i stället genom att gnida bakkroppen mot marken.

### Biotop

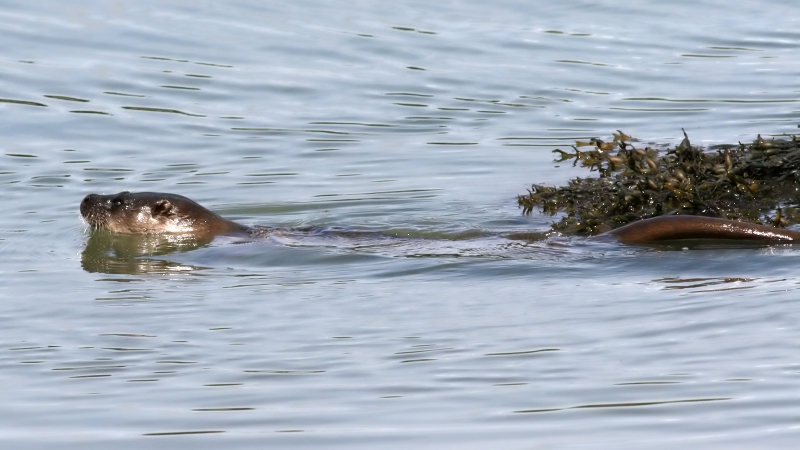
Simmande utter i saltvattenmiljö.

Den trivs i långsamrinnande, eutrofa floder med låg vattennivå, god födotillgång och med tät växtlighet längs strandlinjen, längs havsstränder och i sjöar och dammar. Uttern håller sig vanligtvis nära sitt vattenområde. Tidvis, till exempel när den skall flytta från ett flodsystem till ett annat, kan den färdas långa sträckor över land. Den inrättar sin lya i håligheter i strandkanten, gärna med ingången under vatten. Den kan själv gräva ut ett bo, men detta är ovanligt. De populationer som lever vid saltvatten behöver god tillgång till sötvatten för att hålla pälsen ren.

### Fortplantning
Brunsten inträffar i Sverige främst under februari–april men i varmare regioner har honan flera brunsttider. Efter ca 60 dagars dräktighet föder honan 1 till 6 (vanligen 2–3) ungar. De blir simfärdiga vid 2 månaders ålder och avvanda vid omkring 3 månader. De stannar hos honan 6-14 månader. Efter 2–3 år är ungarna könsmogna. Uttern kan bli upp till 22 år gammal. Flertalet dör dock betydligt tidigare. De flesta uttrarna dör som unga och för en hona är det oftast bara två ungar som når vuxenålder.

### Föda

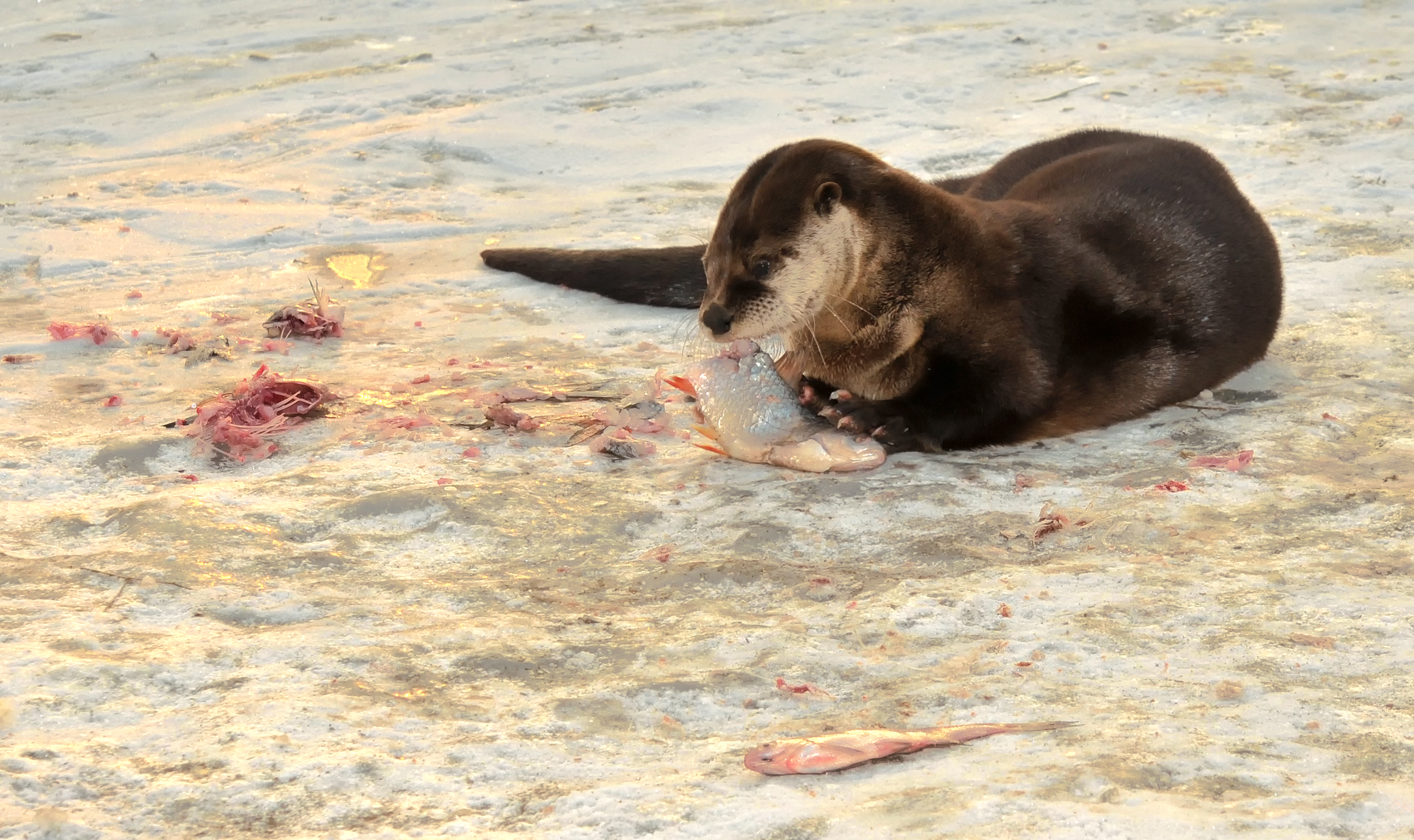
Utter som äter fisk.

Uttern lever främst av fisk. Under vintern, och i kallare områden, utgör fisk en mycket mindre del av födan. Den äter då fåglar, exempelvis sjöfågelungar, grodor, insekter, kräftdjur och ibland mindre däggdjur. Det dagliga behovet av föda för vuxna individer ligger vid 1 kg. Den drar i regel upp bytena på land, men stora byten kan den äta direkt i vattnet.

## Status och hot

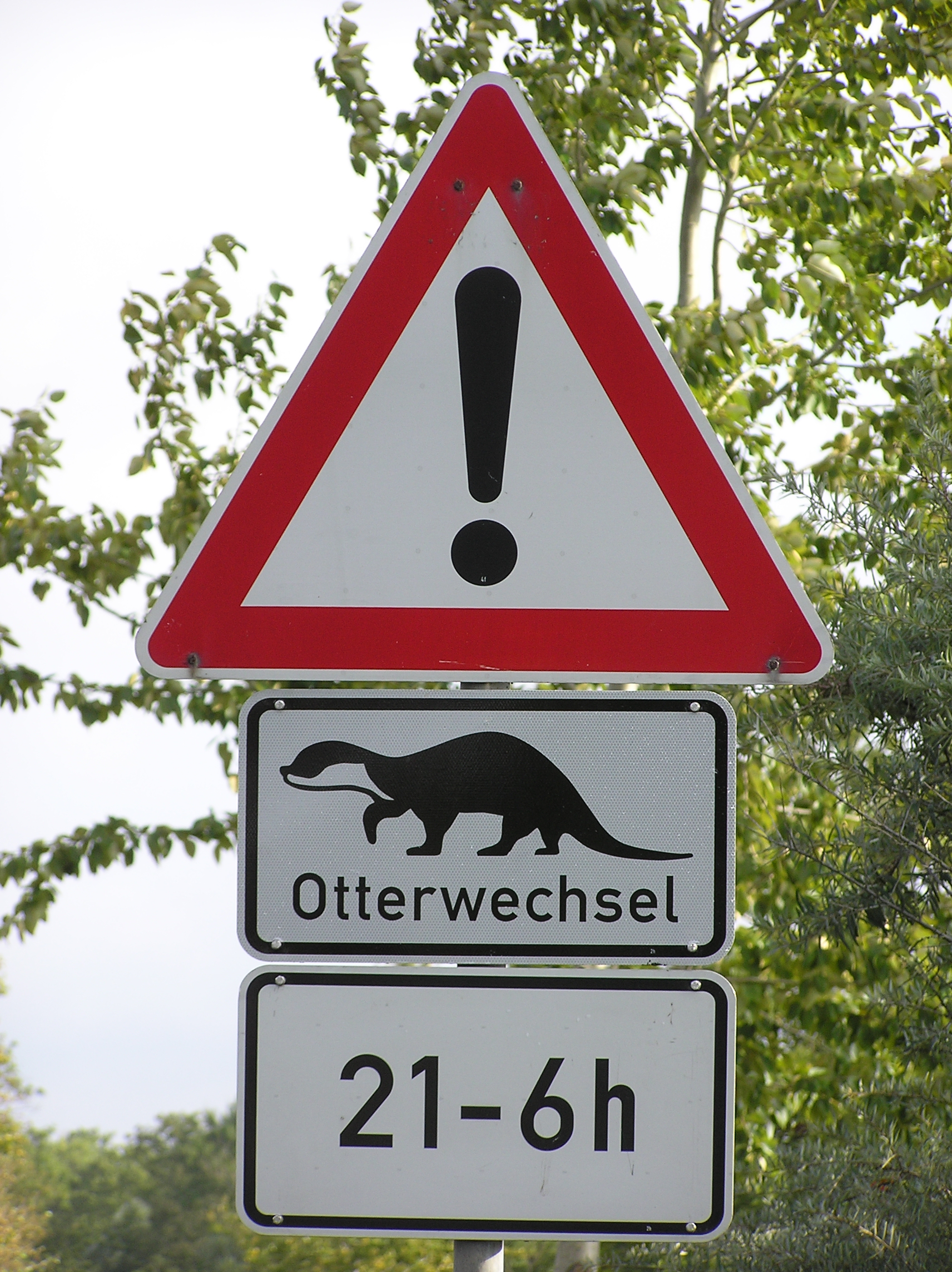
Tysk trafikskylt som varnar för utter.

Uttern betraktas som nära hotad (NT) av IUCN. Den har gått starkt tillbaka i Europa sedan 1950-talet. Främst beror detta på miljöföroreningar (speciellt polyklorerade bifenyler), men också på grund av vattenregleringar, jakt och röjning av strandvegetation. Många uttrar dödas också i trafiken när de försöker korsa en väg som utgör vandringshinder. Enligt vissa zoologer påverkar minkens spridning utterns bestånd negativt, men situationen mellan dessa två arter är inte helt utredd.

### Status i Sverige och Finland
I Sverige är den rödlistad, först som sårbar (VU), men sedan 2015 har nivån minskats till nära hotad (NT). Den är helt fridlyst sedan 1969. För att försöka rädda arten i Sverige har ett åtgärdsprogram tagits fram av Naturvårdsverket. I Finland är arten klassificerad som livskraftig, men före 2015 var den rödlistad som nära hotad.